# Комсомольское (Карасуский район)
Комсомольское (каз. Комсомол) — село в Карасуском районе Костанайской области Казахстана. Административный центр Ильичёвского сельского округа. Код КАТО — 395247100.

## Население
В 1999 году население села составляло 695 человек (346 мужчин и 349 женщин). По данным переписи 2009 года, в селе проживало 649 человек (317 мужчин и 332 женщины).